# Stövelbergets fornborg
Stövelbergets fornborg ligger på en halvö i sjön Måsnaren i Södertälje kommun. Den välbevarade fornborgen är en av cirka 300 fornborgar i Södermanland. Över borgen går Måsnarenleden.

## Beskrivning
Vid norra sidan av Måsnaren ligger halvön med det cirka 70 meter höga Stövelberget. På toppen finns fornborgen (RAÄ-nummer Södertälje 46:1) med ett röse (RAÄ-nummer Södertälje 46:2). Man vet inte exakt när fornborgen byggdes eller hur den användes, men många fornborgar anlades under folkvandringstid omkring 400 e.Kr.
Stövelbergets fornborg har en utbredning på 240x190 meter och begränsas i nord och sydväst av ett brant stup ner till sjön. Inåt land finns stenvallar, 3–8 meter breda och 0,2–0,4 meter höga. Borgens inre är mycket kuperat och genombrutet av sprickbildningar. På västra sidan av platån ligger ett delvis skadat röse, ungefär 7 meter i diameter och 0,3–0,7 meter högt. Härifrån har man en vidsträckt utsikt över sjön Måsnaren.

## Bilder

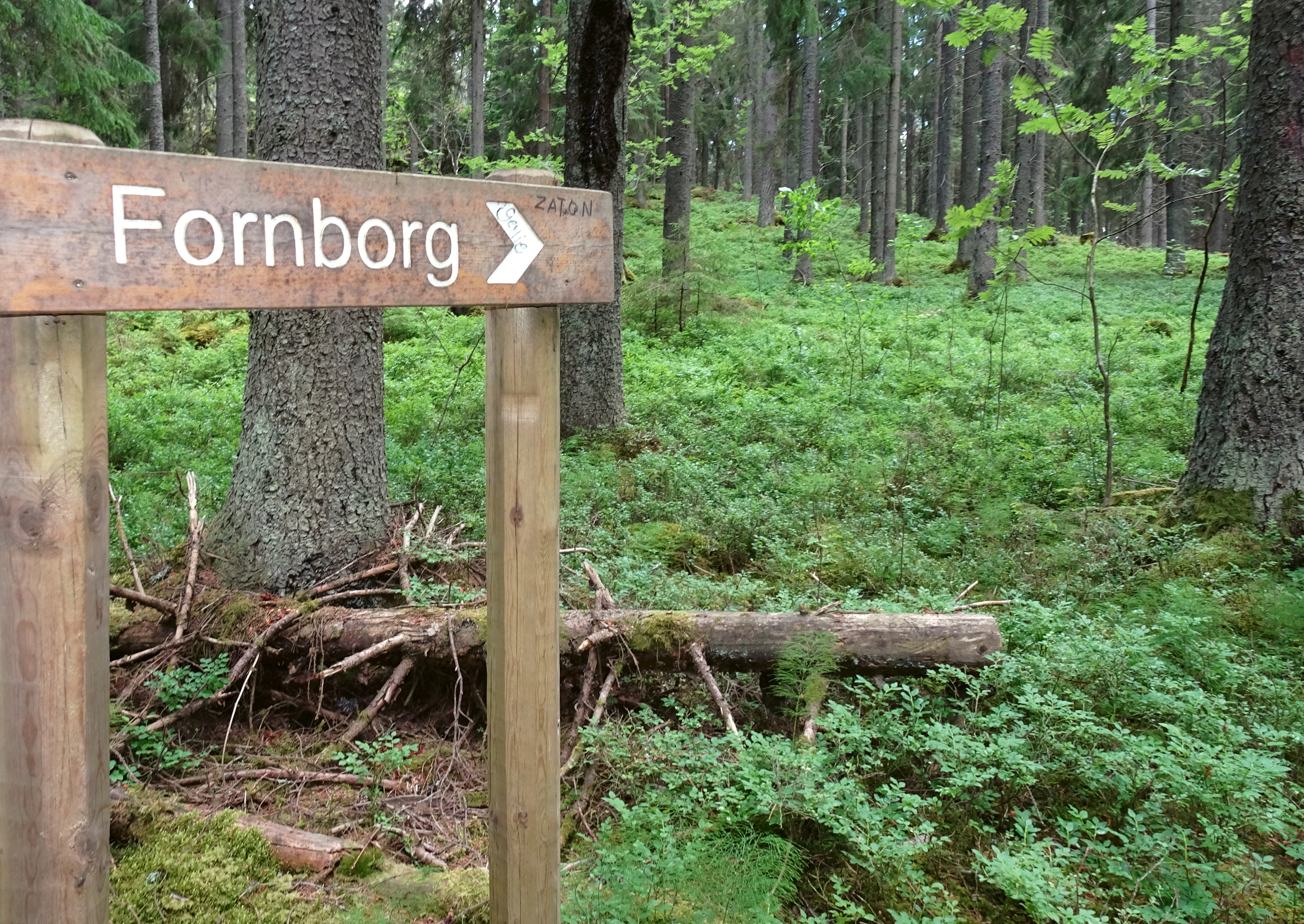
Skylt vid Måsnarenleden.
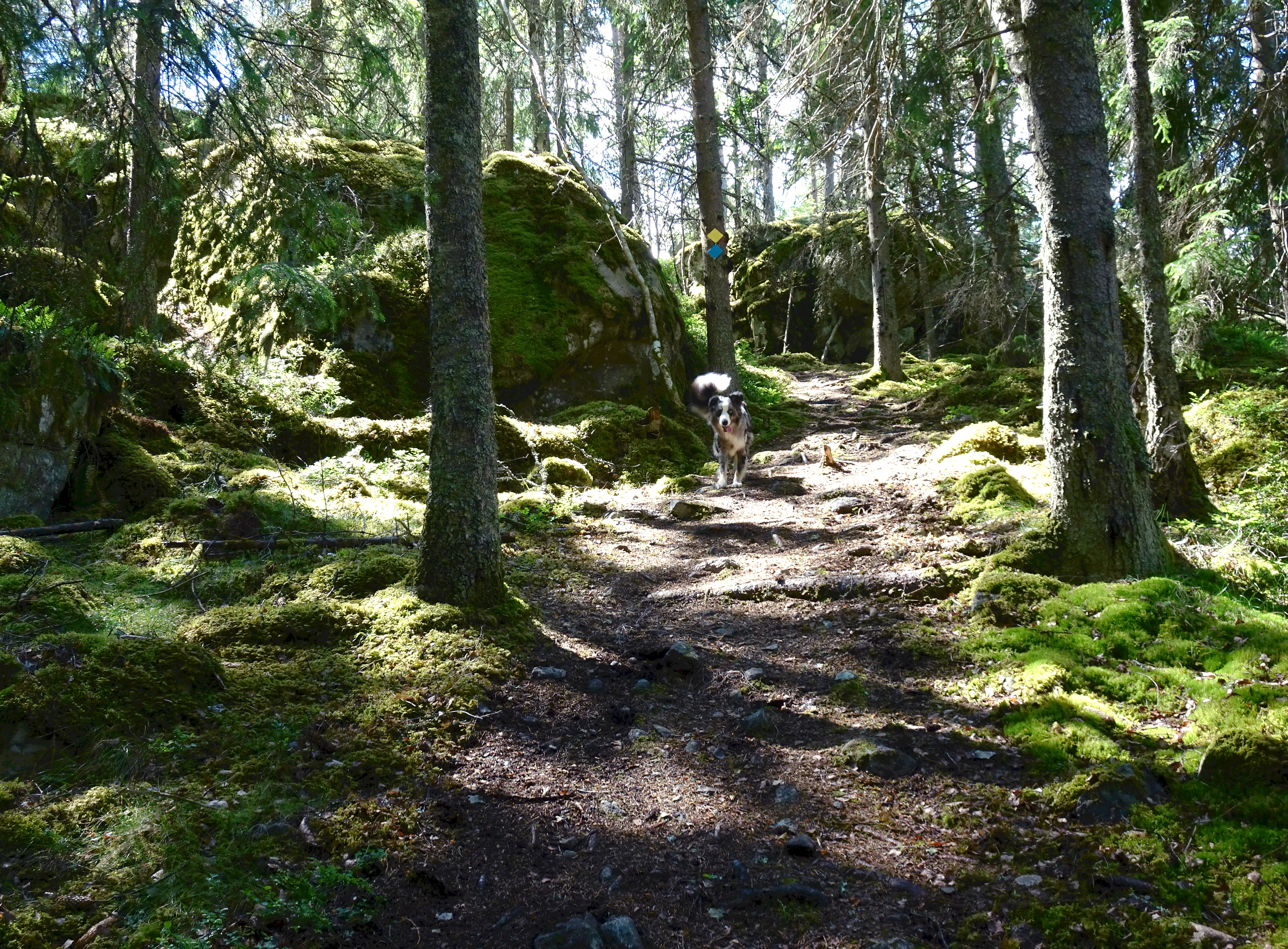
Stigen upp till fornborgen.
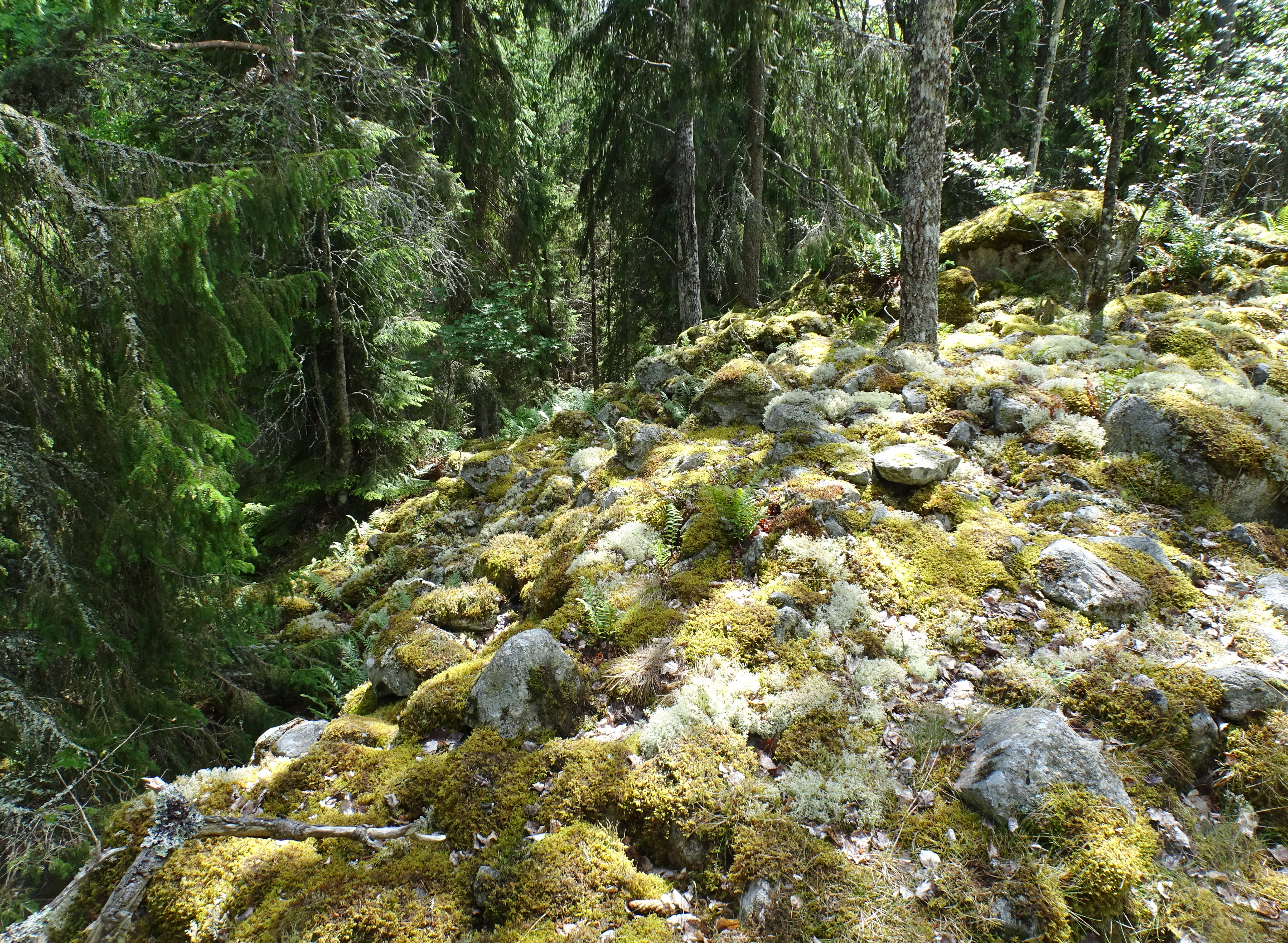
Östra stenvallen.
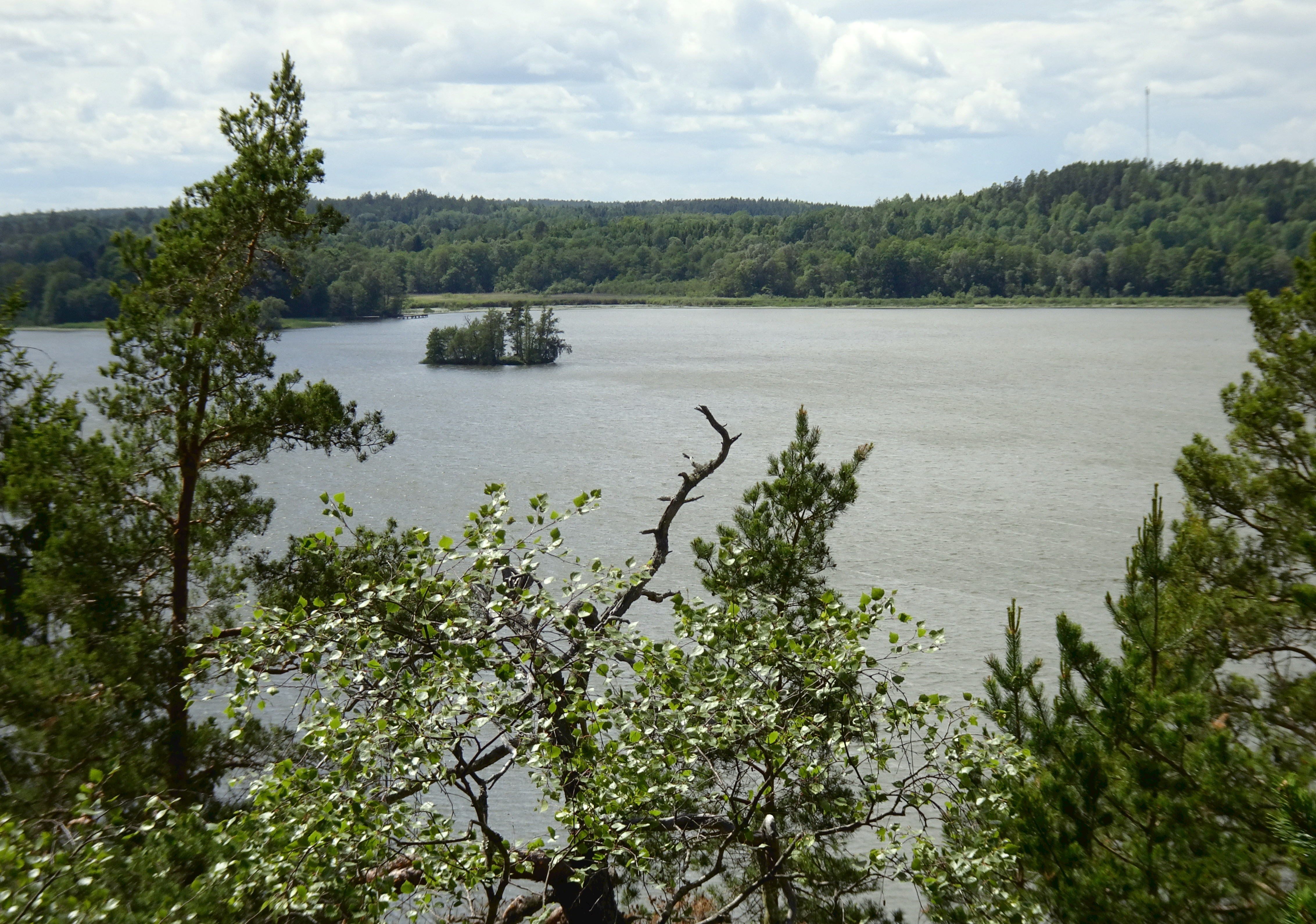
Utsikt över Måsnaren.